# Pasteurelosis
Pasteurelosis es una enfermedad infecciosa causada por bacterias de los géneros Pasteurella y Mannhemia, principalmente las especies Pasteurella multocida y Mannheimia haemolytica.
Se trata de una enfermedad, que afecta a numerosas especies animales, incluyendo vaca, oveja, cabra, cerdo, gallina y conejo. Dependiendo del hospedador la presentación de la enfermedad será diferente, tomando distintos nombres como pasteurelosis neumónica aguda bovina, neumonia enzoótica ovina y caprina, cólera aviar o rinitis atrófica porcina. M. haemolytica es el principal agente en la pasteurelosis de rumiantes y solo afecta a rumiantes (ninguna otra especie y no es zoonótica), mientras que P. multocida afecta a múltiples hospedadores.
Los agentes causales de la pasteurelosis se encuentran distribuidos por todo el mundo. Ello se debe a que se trata de bacterias que se encuentran comúnmente como comensal de la mucosa del tracto respiratorio superior de mamíferos y aves. Su supervivencia en el medio ambiente depende de las condiciones de temperatura y humedad, inactivándose tras una exposición al sol de al menos 10 minutos, pero siendo capaz de sobrevivir hasta 1 año en condiciones específicas en agua.

## Etiología
Pasteurella multocida es una bacteria Gram negativa, en forma de cocobacilos, inmóvil, capsulada, anaerobia facultativa y no esporulada, que se tiñe por tinción bipolar típica. Se trata de una bacteria de la que se han descrito múltiples variantes fenotípicas, de las que se distinguen cuatro subespecies:
- P. multocida subsp. multocida
- P. multocida subsp. septica
- P. multocida subsp. gallicida

En referencia a las características bioquímicas que permiten su identificación microbiana, P. multocida presenta un metabolismo fermentativo con ausencia de crecimiento en agar MacConkey, catalasa, oxidasa e indol positivo y ureasa negativo. Además, es una bacteria no hemolítica.
Se caracteriza por tener antígenos somáticos O de naturaleza lipopolisacárida que permite diferenciar hasta 16 serotipos, y antígenos capsulares que diferencian 5 serogrupos (A, B, D, E y F). Cada uno será el agente etiológico de distintas enfermedades en diferentes especies (no de manera estricta):
- Tipo A y F: cólera aviar
- Tipos B y E: septicemia hemorrágica del ganado vacuno
- Tipo D: rinitis atrófica del cerdo

Mannheimia haemolytica es también una bacteria Gram negativa, en forma de coco o bacilo, inmóvil, capsulado, anaerobio facultativo y no esporulado. En la revisión taxonómica realizada por Angen y col., 1999 la antigua Pasteurella haemolytica es renombrada como Mannheimia haemolytica. No obstante, el término "pasteurelosis" sigue prefiriéndose al de la mannheimiosis. 
En referencia a las características bioquímicas que permiten su identificación microbiana, M. haemolytica presenta un metabolismo fermentativo con ausencia de crecimiento en agar MacConkey, catalasa y oxidasa positivo y ureasa e indol negativo. Además, es una bacteria capaz de producir la beta-hemólisis o hemólisis completa en agar sangre, de donde procede su nombre.
Esta especie se divide en 12 serotipos por hemaglutinación indirecta según sus antígenos capsulares, de los que los agentes causales más prevalentes de la pasteurelosis son el A1 y A6 (en menor extensión) en ganado bovino, mientras que en ganado ovino y caprino es el serotipo A2.
| Prueba bioquímica         | P. multocida         | M. haemolytica       |
| ------------------------- | -------------------- | -------------------- |
| MacConkey                 | No crece             | Crece                |
| Oxidasa                   | Positivo             | Positivo             |
| Catalasa                  | Positivo             | Positivo             |
| Indol                     | Positivo             | Negativo             |
| Ureasa                    | Negativo             | Negativo             |
| ONPG                      | Mayormente negativo* | Positivo             |
| Beta-hemólisis            | Negativo             | Positivo             |
| Ornitina-Descarboxilasa   | Mayormente positivo* | Mayormente negativo* |
| Acidificación en Rafinosa | Negativo             | Mayormente positivo* |
| Acidificación en Lactosa  | Mayormente negativo* | Mayormente positivo* |
| Acidificación en Manitol  | Mayormente positivo* | Positivo             |

*Depende de la cepa que se estudie

## Patología

#### Pasteurelosis neumónica aguda bovina
Mannheimia haemolytica y Pasteurella multocida son dos de los múltiples agentes etiológicos causantes del síndrome respiratorio bovino (SBR). Esta enfermedad se trata de un proceso respiratorio agudo, en el que diferentes agentes infecciosos pueden actuar de manera aislada o conjunta, que clínicamente se caracteriza por signos respiratorios como disnea, tos, descarga nasal, fiebre (40-41 °C), depresión, inapetencia, anorexia, neumonía evidente a la auscultación.
En el caso de la pasteurelosis, las bacterias se consideran patógenos oportunistas. Son comensales del aparato respiratorio y necesitan factores predisponentes y/o desencadenantes que faciliten su descenso al pulmón. Estos factores dependen del hospedador como es la edad, pues afecta más a animales jóvenes (menores de un año), pero sobre todo se debe a factores ambientales y de manejoː
- Estrés debido al destete, transporte o hacinamiento
- Estrés por una fase de adaptación a la alimentación en el periodo de cebo
- La mezcla de animales procedentes de diferentes explotaciones en los cebaderos. Esto produce que los animales entren en contacto con nuevas cepas
- Deficiente estado inmunitario por un mal encalostramiento en animales muy jóvenes antes del destete
- Falta de buenas condiciones en el cebaderoː ventilación inadecuada, alta humedad y temperatura, presencia de sustancias irritantes como metano
- Pocas zonas de agua y comida que favorezca el agrupamiento de muchos animales
- Infección por parte de virus que causan daño directo al parénquima pulmonar, facilitando la translocación de bacterias desde las vías respiratorias superiores.[7]

En el caso de la infección por pasteurelas, cursan con una bronconeumonía fibrinosa bilateral donde la pleuritis fibrinosa con adherencias, hepatización pulmonar y la formación de depósitos de fibrina son las lesiones típicas. Como se da en condiciones con un gran compromiso inmunológico, los cuadros observados suelen ser graves, con alta letalidad. Uno de los principales factores de virulencia de M. haemolytica es la leucotoxina que interacciona con los leucocitos para que liberen citoquinas proinflamatorias como la interleucina 1, 6, y 8, así como el factor de necrosis tumoral α, causando una reacción inflamatoria exacerbada. Además la cápsula, adhesinas y proteínas externas de membrana contribuyen a la colonización del pulmón y a la evasión de la respuesta inmune, facilitando la infección.

#### Neumonía enzoótica ovina y caprina
Enfermedad respiratoria típica del ganado ovino y caprino producida principalmente por M.haemolytica, aunque también está descrita la infección por P. multocida. Esta enfermedad también puede ser causada por otra bacteria de la familia Pasteurellaceae, como Bibersteinia trehalosi.
Se trata de una enfermedad de etiología compleja pues viene dada generalmente como una infección secundaria a raíz de un compromiso previo del tracto respiratorio por la infección de otros patógenos como el virus sincitial respiratorio, el virus Parainfluenza-3, adenovirus o Mycoplasma ovipneumoniae que produce la proliferación de estas bacterias que se encuentran de forma natural en el tracto respiratorio. Además, puede iniciarse debido a factores ambientales y de manejo como es el destete y movimiento a cebadero de los animales, lo que produce un aumento del estrés en el animal, consecuentemente a un aumento del cortisol y finalmente inmunosupresión. 
Afecta a todas las edades, sin embargo, debido a los factores antes mencionados es más común en animales jóvenes recién destetados y aquellos recién trasladados a cebadero. Cuanto más joven es el animal se observan cuadros septicémicos de alta letalidad y morbilidad. Sin embargo la forma más común es la respiratoria en la que los animales experimentan fiebre alta (41-42 °C), disnea, tos, exudado nasal mucopurulento, taquipnea, anorexia. Estos signos clínicos son debidos a la neumonía fibrinosa, principalmente en los lóbulos cráneo-frontales. También se pueden dar en casos más graves pleuritis y pericarditis.
Suele presentarse como brotes agudos en la que los animales se recuperan a los 14-20 días. En muchos casos la neumonía se cronifica, lo que afecta de manera directa al rendimiento productivo, con una menor ganancia de peso. 

#### Cólera aviar
Septicemia aguda de alta morbilidad y mortalidad producía por Pasteurella multocida que afecta a gallinas, pavos y aves silvestres, principalmente a los mayores de 8 semanas. También se ha descrito un curso crónico e inaparente. Prácticamente está erradicada en Europa, solo tiene interés en aves silvestres o acuáticas. En EEUU, Centroamérica y África sigue siendo un problema importante.
Se caracteriza por una descarga nasal mucosa, conjuntivitis, disnea, cianosis de la cresta y barbillas, diarrea de color verdoso a hemorrágico y edema palpebral. A nivel macroscópico se observa enteritis, neumonía, pericarditis, endocarditis, aerosaculitis, todas de tipo hemorrágico, siendo muy característico la formación de petequias en gran parte de los órganos internos del ave.
Según la situación, para su tratamiento se puede optar por el uso de antibióticos como la sulfametazina, sulfadimetoxina o tetraciclinas. Si la infección es generalizada en la explotación, no se aplica tratamiento y se suele atajar mediante el sacrificio de todas las aves y la realización de un vacío sanitario de al menos 3 semanas.

#### Rinitis atrófica porcina
Se trata de una enfermedad infecciosa porcina que se caracteriza por el acortamiento o deformación de la jeta, la atrofia de los cornetes nasales y una reducción de la ganancia media diaria de peso (GMD) y del índice de conversión (IC), afectando de manera significativa al rendimiento productivo y causando importantes pérdidas económicas. La infección se produce por cepas toxigénicas (aquellas que la toxina dermonecrótica) de P. multocida, del serogrupo capsular D. Esta enfermedad puede darse también como una infección mixta junto con Bordetella bronchiseptica. El tratamiento antimicrobiano es generalmente ineficaz. Su control pasa por una mejora en las medidas de prevención, principalmente enfocadas en una mejora de las condiciones ambientales (mayor ventilación y control de la humedad y temperatura) y en un mejor manejo, sobre todo en épocas de transición de destete a cebo, para reducir el estrés de los animales. 

#### Pateurelosis en conejos
Pasteurella multocida se encuentra de forma endémica en granjas cunícolas en más del 60% de los conejos. Generalmente los conejos son portadores asintomáticos, y no desarrollan la enfermedad, sin embargo, cuando los conejos se encuentran en situaciones donde el estatus sanitario de la explotación es bajo, P. multocida puede llegar a ser el causante de hasta un 80% de las neumonías de una explotación. Cuando la enfermedad es evidente puede llegar a causar grandes pérdidas económicas debido a la disminución del rendimiento de cría en las conejas reproductoras e incluso por la muerte de los gazapos. 
Esta patología afecta principalmente a las vías respiratorias altas (fosas nasales) donde la rinitis es el principal signo clínico, que puede mostrarse desde una inflamación hasta la producción de úlceras con exudado mucopurulento. En casos más graves también afecta a las vías respiratorias bajas, produciendo bronconeumonía y pleuritis, así como otitis media y conjuntivitis. En casos más graves, se observan cuadros septicémicos con metritis, mastitis, abcesos en cuello y cabeza, y pericarditis.

#### Zoonosis porP. multocida[24]
Infección por P. multocida causada principalmente por heridas causadas por mordiscos o arañazos de perros y gatos. Estos generalmente no presentan la enfermedad, siendo portadores asintomáticos del patógeno. Se caracteriza por la inflamación de la zona afectada, que si no es tratada puede derivar en la formación de un absceso, y en casos más severos en artritis séptica y osteomielitis. Realmente este patógeno tiene poca importancia a nivel humano, pues la transmisión horizontal persona a persona no ha sido demostrada todavía.

## Diagnóstico
Las pasteurelas no producen lesiones ni signos clínicos patognomónicos, los típicos de las infecciones respiratorias. El diagnóstico etiológico se realiza principalmente mediante técnicas de aislamiento del organismo.
En el caso de rinitis atrófica en cerdo, el único diagnóstico diferencial desde el punto de vista clínico es una infección por Fusobacterium necrophorum, que produce la denominada rinitis necrótica porcina, pero en este caso la necrosis de la jeta y resto de la cara es más severa.

#### Métodos fenotípicos
Los métodos fenotípicos se basan en una combinación de pruebas bioquímicas. Existen alternativas comerciales como las galerías multi-sustrato API 20NE y API20E.

#### Métodos moleculares
A día de hoy, el método principal de diagnóstico para la pasteurelosis es la PCR. La más utilizada es la que identifica el gen que codifica para el gen ARN16S. A nivel diagnóstico, generalmente no es necesario aplicar ningún otro tipo de técnica molecular. Si bien es cierto que la caracterización genómica de los agente etiológicos de la pasteurelosis es objeto de investigación, aplicándose pruebas como MALDI-TOF o la secuenciación completa del genoma con el fin de identificar factores de virulencia y de resistencia a antibióticos.

#### Métodos serológicos
Los métodos serológicos no están muy extendidos para la identificación de P. multocida y M. haemolytica. Esto es debido a dos factores, el primero es que las pasteurelas se encuentran de forma natural en el tracto respiratorio de muchos animales, por lo que no permite diferenciar si la infección es causada por alguna de estas bacterias. El segundo factor son las reacciones cruzadas que producen por la presencia de otras bacterias de la familia Pasteurellaceae.

## Impacto en Salud Pública y Resistencia a Antibióticos
La resistencia a antibióticos es un tema que cobra cada vez más fuerza y cuyo conocimiento es de gran necesidad. La vigilancia sanitaria sobre la eficacia de los antibióticos en este tipo de bacterias es necesaria. Estudios recientes en ganado bovino y porcino prueban la existencia de cepas de Pasteurella multocida y Mannheimia haemolytica resistentes a lincomicina, tetraciclina, penicilina, oxitetraciclina, cloramfenicol, gentamicina, enrofloxacina, entre otros.